# Lena Hausherr
Anna-Lena Hausherr (* 7. Juli 2001) ist eine deutsche Handballspielerin, die in der Bundesliga für Borussia Dortmund aufläuft.

## Karriere

### Im Verein
In der Jugend spielte Hausherr für den ASC 09 Dortmund und die HSG Schwerte-Westhofen. Schließlich wechselte sie in die Jugend von Borussia Dortmund und wurde hier 2018 mit der B-Jugend und 2019 mit der A-Jugend Deutsche Meisterin. 2020 unterschrieb sie einen 2-Jahres-Vertrag beim Zweitligisten BSV Sachsen Zwickau. 2021 stieg sie mit Zwickau in die 1. Bundesliga auf und erreichte 2022 den Klassenerhalt über die Relegation. 2022 wechselte sie zurück zu Borussia Dortmund. 2023 belegte sie mit Dortmund den 3. Platz in der EHF European League.
Im Oktober 2024 erlitt sie einen Kreuzbandriss. Infolgedessen fällt sie den Rest der Saison 2024/25 aus. In der Vorbereitung zur Saison 2025/26 zog sie sich erneut einen Kreuzbandriss zu.

### In Auswahlmannschaften
Sie nahm mit der deutschen Jugend-Nationalmannschaft an der U17-Europameisterschaft 2017 teil und wurde Europameisterin. Zudem wurde sie als beste Linksaußen in das All-Star-Team gewählt. 2018 belegte sie mit Deutschland den 5. Platz bei der U18-Weltmeisterschaft 2018. Mit der Juniorinnen-Nationalmannschaft belegte sie den 9. Platz bei der U19-Europameisterschaft 2019. Im Dezember 2022 wurde sie für einen Lehrgang der A-Nationalmannschaft nominiert.